# Стеф'юк Ігор Васильович
І́гор Васи́льович Стеф'ю́к (14 травня 1949, с. Рожнів, нині Івано-Франківська область — грудень 2017, Львів) — український художник декоративного мистецтва, педагог, доцент. Член Національної спілки художників України (1987).

## Життєпис
Ігор Стеф'юк народився 14 травня 1949 року в селі Рожневі (нині Рожнівська громада, Косівський район, Івано-Франківська область, Україна).
1973 року з відзнакою закінчив Львівський державний інститут прикладного та декоративного мистецтва (педагоги з фаху Михайло Курилич, Мирон Яців, Дмитро Крвавич).
Працював викладачем, доцентом кафедри художнього дерева Львівської національної академії мистецтв України.
Помер у грудні 2017 року у Львові.

## Творчість
Створював кольорові скульптури з дерева, використовуючи при цьому елементи традиційного українського народного мистецтва, особливо техніки розпису ікон та сакральної поліхромії. Персональна посмертна виставка відбулася 2022 року у Львові.
Роботи зберігаються у фондах Львівської національної галереї мистецтв імені Бориса Возницького, Музею етнографії та художнього промислу, Національного музею імені Андрея Шептицького у Львові, Національного художнього музею України в Києві; приватних збірках Польщі, Угорщини, Німеччини, Ізраїлю та США.

## Нагороди
- Львівська обласна премія імені Зеновія Флінти (1996)[1][2].